# Résistance syrienne
 (mai 2015).
Si vous disposez d'ouvrages ou d'articles de référence ou si vous connaissez des sites web de qualité traitant du thème abordé ici, merci de compléter l'article en donnant les références utiles à sa vérifiabilité et en les liant à la section « Notes et références ».
La Résistance syrienne (en arabe: المقاومة السورية) anciennement connue sous le Front populaire pour la libération de la Liwa de Iskandaroun (الجبهة الشعبية en arabe:لتحرير لواء اسكندرون), est un groupe armé syrien pro-gouvernemental opérant dans le nord-ouest de la Syrie. Le mouvement affiche une idéologie marxiste-léniniste.

## Histoire
Le mouvement est dirigé par Mihraç Ural, un alaouite turc de nationalité syrienne et est surnommé "Ali Kayyali" (علي كيالي), Selon le journal Today's Zaman, Ural était le chef d'une cellule clandestine d'insurgés dans la province de Hatay, dénommée le Front Acilciler ("The Urgent Ones") du DHKP-C. Le journal affirme que le groupe d'Oural avait cherché à soulever la population alaouite du Hatay pour qu'elle chasse l'occupant turc et avait également recruté des alaouites locaux pour combattre en Syrie aux côtés du régime de Bachar al-Assad. Le groupe prétend toutefois avoir également des partisans parmi les musulmans sunnites et chrétiens syriens.
Bien que le groupe adhère ouvertement à une plate-forme largement inclusive du nationalisme syrien, en plus du marxisme-léninisme, certains[Lesquels ?] disent que son objectif principal était la défense des minorités religieuses alaouite et duodécimaines de Syrie. La résistance syrienne a été accusée par l'opposition syrienne d'être une milice sectaire alaouite et d'avoir perpétré des attentats à la bombe et des attentats en Turquie et dans des villages syriens. Cependant, le Cheikh Muwaffaq al-Ghazal, membre du Conseil islamique Alawi, affirme que sa ligne nationale est inclusive en ce qui concerne la religion, la race et le genre.

### Guerre civile syrienne
Le mouvement a participé aux offensives sur Lattaquié en 2013 et 2014 et à la bataille de Jisr al-Choghour aux côtés des forces loyalistes syriennes et des Forces de défense nationale.
Il a aussi participé à diverses batailles aux côtés des forces loyalistes dans les gouvernorats de Lattaquié, d'Homs et d'Alep.
Le 6 juillet 2019, Mihraç Ural, le chef de la milice, est sérieusement blessé dans le gouvernorat de Lattaquié par l'explosion d'un engin explosif contre son véhicule. L'attaque est revendiquée par un groupe rebelle, la Brigade Abou Amarra.